# 畢·彼特
威廉·布萊德利·彼特（英語：William Bradley Pitt，1963年12月18日—）或簡稱布萊德·彼特（William Bradley Pitt），美國男演員及電影制片人。1991年，《末路狂花》成為彼特從影的成名作。1995年，彼特憑科幻片《十二猴子》首次奪得金球獎最佳電影男配角及奥斯卡最佳男配角提名，而後又因剧情片《燃情歲月》（1994年）、《巴別塔》（2006年）等獲金球獎最佳電影男主角和男配角提名。2007年，彼特憑《叛逆暗殺》一片获得威尼斯影展最佳男演員獎、並以《班傑明的奇幻旅程》（2008年）和《魔球》（2011年）中出色的演技兩度獲奧斯卡最佳男主角提名。彼特最終於《從前，有個好萊塢》（2019年）獲得第一個奧斯卡最佳男配角獎。
除了作為演員外，彼特於2001年成立製片公司B計劃娛樂。當中的驚悚犯罪片《無間道風雲》（2006年）、歷史劇情片《自由之心》（2013年）和劇情片《月光男孩》（2016）均赢得奥斯卡最佳影片。另外，實驗劇情片《生命樹》（2011年）、運動劇情片《魔球》（2011年）和傳奇劇情片《大賣空》（2015年）獲得奥斯卡最佳影片提名。

## 早期生活
畢·彼特於美國奧克拉荷馬州肖尼出生，父親威廉·阿尔文·皮特（William Alvin Pitt）是一間貨運公司的老闆，母親简· 埃塔（Jane Etta ，出生名希尔豪斯（Hillhouse）是一名學校輔導員。彼特與他的父母、弟弟Douglas Pitt（1966年出生）和妹妹朱莉·尼尔（Julie Neal，1969年出生）在斯普林菲爾德（密蘇里州）長大。他出生於一個保守家庭，被撫養成一個美南浸信會信徒，但從此已指明「與宗教沒有很好的關係」，並「於不可知論和無神論之間搖擺不定」。在「很多山丘，很多湖泊」的環境長大，彼特形容斯普林菲爾德為一個「馬克·吐温的國家，杰西·詹姆斯的國家」。
彼特就讀中學時，是高爾夫球、游泳和網球隊隊員，亦有參與學校的Key Club、辯論和音樂劇。 他中學畢業後，於1982年入讀密蘇里大學主修新聞系並專注於廣告設計。然而，畢業之際，彼特覺得自己未準備好安頓下來。他熱愛電影——「一個讓我進入不同世界的門戶」，既然電影不在密蘇里州製作，他便決定走去他們製作的地方。
離畢業還差兩個星期，彼特選擇放棄學業向演藝事業發展，並以轉往設計學校為藉口隱瞞家人，搬遷到加利福尼亞州洛杉磯，在那裏上演藝班和打零工。

## 演藝事業

### 1990年代
出道時，畢·彼特主要在電視節目演出，1991年首次演出雷利·史考特執導的電影《塞尔玛与路易丝》甚受女觀眾歡迎。
1994年，畢·彼特在恐怖電影《夜訪吸血鬼》中扮演吸血鬼路易斯·德·潘特·迪·拉克，該片改編自安妮·賴斯1976年的同名小說。他與湯姆·克魯斯、克斯汀·鄧斯特、克利斯汀·史萊特和安東尼奧·班德拉斯等演員同台演出。儘管他在1995年的贏得了兩項MTV電影獎，但他的表演卻反響平平。根據《達拉斯觀察家報》報道，「布萊德彼特...是（這部電影）問題的很大一部分。當導演們強調他那自大、帥氣、親切的一面時...他看起來賞心悅目。但他身上絲毫沒有流露出內心的煎熬，甚至沒有自我意識，這讓他看起來像個無趣的路易斯。」
《夜訪吸血鬼》上映後，皮特主演了《燃情歲月》（1994年），該片改編自吉姆·哈里森的同名小說，背景設定在1940年的美國西部。皮特在片中飾演康沃爾移民威廉·勒德洛上校（安東尼·霍普金斯飾）的兒子特里斯坦·勒德洛，並首次獲得金球獎最佳男主角獎提名。艾丹·奎因和亨利·湯瑪斯共同演出了皮特的兄弟。儘管這部電影的評價褒貶不一，但許多影評對皮特的表演還是讚不絕口。 《紐約時報》的珍妮特·馬斯林評論道：「皮特將謙遜的演技和態度完美地融合在一起，完美地演繹了一位萬人迷的角色，可惜的是電影的膚淺卻阻礙了他的發揮。」《德撒律新聞報》預測，《燃情歲月》將鞏固皮特作為主演的聲譽。
1995年，皮特與摩根·費里曼、葛妮絲·派特洛和凱文·史貝西聯袂主演了犯罪驚悚片《七宗罪》，飾演一名偵探，追蹤一名連環殺手，此人專門捕殺他認為犯有七宗罪的人。皮特稱這是一部偉大的電影，並宣稱這個角色將拓展他的演藝視野。他表示自己打算擺脫「漂亮男孩」的角色，扮演一個有缺點的人。他的表演廣受好評，《綜藝雜誌》稱這是銀幕表演的最佳體現，並進一步評價皮特能夠將偵探這個角色演繹得「堅定、充滿活力、令人信服」。《七大罪》的國際票房收入為3.27億美元。《七宗罪》大獲成功後，皮特在特里·吉列姆1995年的科幻電影《十二只猴子》中飾演精神失常的無政府主義者傑弗裡·戈因斯。這部電影獲得了絕大多數好評，而皮特尤其受到讚揚。 《紐約時報》的珍妮特·馬斯林稱《十二只隻猴子》“兇猛而令人不安”，並評論了皮特“令人吃驚的瘋狂表演”，總結說他“以一種奇怪的磁性震撼了杰弗里，這在電影的後面變得更加重要”。他憑藉這部電影獲得了金球獎最佳男配角獎，並首次獲得奧斯卡最佳男配角獎提名。
1994年《燃情歲月》和1995年《十二只猴子》，《七宗罪》裏的演出奠定了他在好萊塢的演員地位。
1999年，皮特在根據恰克·帕拉尼克同名小說改編的電影《鬥陣俱樂部》中飾演泰勒·德頓，電影由大衛·芬奇執導。皮特為準備這個角色，學習了拳擊、跆拳道和格鬥。為了看起來像這個角色，皮特同意拔掉一些門牙（在拍攝結束後得到了修復）。在宣傳《鬥陣俱樂部》時，皮特說，這部電影探索的不是把自己的侵略性發洩在別人身上，而是「累積經驗，多挨一拳，看看結果如何」。《鬥陣俱樂部》在 1999年威尼斯國際影展首映。儘管評論界對整部電影的看法分歧很大，但皮特的表演還是獲得了廣泛讚譽。美國有線電視新聞網的保羅·柯林頓 (Paul Clinton) 指出這部電影雖然冒險，但卻取得了成功，而《綜藝雜誌》則評論說皮特能夠「冷靜、有魅力，而且身體更具活力，或許比他在《末路狂花》中的突破性角色更勝一籌」。儘管票房表現差於預期，但《鬥陣俱樂部》在2000年發行DVD後成為了一部邪典電影經典。
彼特與導演大卫·芬奇合作次數最高（3次），其後為《瞞天過海》系列導演史蒂芬·索德柏。

### 2000年代
2001年11月22日，皮特在電視劇《老友記》第八季中客串演出，飾演一名對當時已婚的瑞秋·格林（由珍妮佛·安妮斯頓飾演）懷恨在心的男子。憑藉此劇，他獲得了艾美獎喜劇類劇集傑出客串男演員提名。2001年12月，皮特在竊盜電影《瞞天過海》中飾演拉斯蒂·瑞安，該片翻拍自1960年《鼠幫》原版電影。他曾與喬治·克隆尼、麥特·戴蒙、安迪·加西亞和茱莉亞·羅勃茲等演員一同演出。《瞞天過海》廣受影評人好評，票房大獲成功，全球票房收入達4.5億美元。
2002年2月，皮特出演了MTV真人秀節目《蠢蛋搞怪秀》的兩集，首先是和幾位穿著大猩猩服裝的演員一起在洛杉磯街頭奔跑，然後在隨後的一集中參與了他自己上演的綁架事件。同年，皮特在喬治·克隆尼的導演處女作《危險思想的告白》中客串了一個角色。2003年，他首次擔任配音角色，為夢工廠動畫電影《辛巴達：七海傳奇》的主角配音，並在動畫電視連續劇《一家之主》的一集中飾演布姆豪爾的兄弟帕奇。
2004年，皮特出演了兩部重要電影，一部是《特洛伊》中飾演阿喀琉斯，另一部是在續集《瞞天過海2：長驅直入》中再次飾演拉斯蒂瑞安。在《伊利亞德》改編的電影《特洛伊》開拍之前，他接受了六個月的劍術訓練。片場跟腱受傷導致影片拍攝延後了數週。《華盛頓郵報》的史蒂芬·亨特表示，皮特在如此高要求的角色中表現出色。《特洛伊》是B計畫娛樂公司製作的第一部電影，該公司是皮特兩年前與珍妮佛·安妮斯頓和派拉蒙影業執行長布拉德·格雷共同創立的。《瞞天過海2：長驅直入》全球票房收入3.62億美元，皮特和克隆尼的默契配合被美國有線電視新聞網（CNN）的保羅·克林頓形容為“繼保羅·紐曼和羅伯特·雷德福之後最佳的男性化學反應”。
2005年，皮特在道格·里曼執導的動作喜劇片《史密斯任務》中飾演約翰·史密斯，講述了一對百無聊賴的夫婦發現彼此都是被派去殺害對方的刺客。這部電影獲得了不錯的評價，但普遍稱讚的是皮特和安潔莉娜·裘莉之間的化學反應，後者飾演皮特妻子簡史密斯。 《明星論壇報》指出：「雖然故事情節略顯雜亂，但這部電影憑藉著社交魅力、奔騰的活力以及兩位明星之間火熱的銀幕化學反應而取得了成功。」《史密斯任務》全球票房收入4.78億美元，成為2005年最賣座的電影之一。
皮特與凱特·布蘭琪聯袂主演的阿利安卓·崗札雷·伊納利圖執導的多敘事劇情片《火線交錯》（2006年）。皮特的表演廣受好評，《西雅圖郵訊報》稱他的表演很有可信度，提高了電影的知名度。皮特後來表示，他認為接下這個角色是他職業生涯中最好的決定之一。這部電影在 2006 年坎城影展的特別展映中放映，後來又在2006年多倫多國際影展上展映。《火線交錯》獲得了七項奧斯卡金像獎和金球獎提名，最後獲得金球獎最佳劇情片獎，皮特也獲得了金球獎最佳男配角提名。同年，皮特的公司B計劃娛樂製作了《神鬼無間》，該片獲得奧斯卡最佳影片獎。皮特在銀幕上被譽為製片人；然而，只有格雷厄姆·金有資格獲得奧斯卡獎。
皮特的下一部作品是2008年的黑色喜劇《閱後即焚》（Burn After Reading），這是他與科恩兄弟的首次合作。這部電影獲得了影評人的好評，《衛報》稱其為“一部情節緊湊、構思巧妙的間諜喜劇”，並指出皮特的表演是最有趣的表演之一。後來他出演了大衛·芬奇2008年執導的電影《班傑明的奇幻旅程》的主角本傑明·巴頓，該片改編自F·斯科特·菲茨杰拉德1921年的短篇小說。故事講述了一個生來八十多歲的男人，他的年齡卻逆向而行。根據《巴爾的摩太陽報》的邁克爾·斯拉戈稱，皮特“細膩”的表演使《班傑明的奇幻旅程》成為一部“永恆的傑作”。皮特憑藉這部電影首次獲得美國演員工會獎提名，並第四次獲得金球獎提名，第二次獲得奧斯卡金像獎提名，均獲得最佳男主角獎。這部電影獲得了十三項奧斯卡金像獎提名，全球票房收入達3.29億美元。
皮特的參與2009年昆汀·塔倫提諾執導的戰爭片《惡棍特工》，該片在2009年坎城影展首映。皮特飾演阿爾多·雷恩中尉，一位在德佔法國與納粹作戰的美國抵抗戰士。《惡棍特工》票房大賣，全球票房收入 3.11 億美元，並獲得普遍好評。《惡棍特工》獲得多項獎項和提名，其中包括八項奧斯卡金像獎提名和七項 MTV 電影獎提名，皮特還獲得了最佳男演員獎提名。

### 2010年代
接下來，他在2010年的動畫長片《超級大壞蛋》中為超級英雄角色地鐵人配音。
皮特製作並出演了泰倫斯·馬力克的實驗劇情片《永生樹》，與西恩·潘聯袂主演，《永生樹》榮獲2011年坎城影展金棕櫚獎。他在劇情片《魔球》中飾演奧克蘭運動家隊總經理比利·比恩，其表演獲得高度讚譽。《魔球》改編自麥可·劉易斯2003年出版的同名書籍。《魔球》獲得六項奧斯卡金像獎提名，其中包括最佳影片獎和最佳男主角獎。
皮特主演了由大衛·艾亞執導及編劇的戰爭電影《怒火特攻隊》，共同主演還有希亞·拉博夫、羅根·勒曼、喬·博恩瑟、麥可·佩納和詹森·艾薩克。《怒火特攻隊》於2014年10月17日上映，獲得了商業和評論界的讚譽；全球票房超過2.11億美元，並獲得評論家的高度好評。2015年，皮特與妻子朱莉聯袂主演了她第三部導演作品《海邊》，這是一部根據朱莉的劇本改編的浪漫劇情片，講述了一段陷入危機的婚姻。這部電影是他們自2005年的《史密斯夫婦》以來的首次合作。
皮特演出傳記喜劇片《大賣空》，並擔任製片人，與克里斯蒂安·貝爾、史蒂夫·卡瑞爾和瑞恩·高斯林聯袂主演。這部電影在商業和評論界都取得了成功。全球票房超過1.02億美元，並獲得影評人的正面評價。《大賣空》獲得了包括最佳影片在內的五項奧斯卡金像獎提名，皮特也因此獲得製片人身分的第三次奧斯卡金像獎提名。2016年，皮特主演了勞勃·辛密克斯執導的浪漫驚悚片《同盟鶼鰈》，他在片中飾演一名刺客，在第二次世界大戰期間執行刺殺德國官員的任務，卻愛上了一位法國間諜（瑪麗昂·歌迪亞飾演）。
皮特在昆汀·塔倫提諾2019年的電影《好萊塢往事》中飾演替身克里夫·布斯，與李奧納多·狄卡皮歐演對手戲。這是皮特在《無間行者》之後與狄卡皮歐重聚，皮特監製，狄卡皮歐主演。憑藉在影片中的出色表現，獲得了奧斯卡金像獎、金球獎、英國電影學院獎、美國演員工會獎和評論家選擇獎最佳男配角獎。這是布萊德彼特第二次獲得奧斯卡獎，也是他第一次獲得表演類獎項。
2019年，他監製兼主演科幻巨作《星際救援》。皮特的表演被譽為他職業生涯中最好的表演之一，被評論為「將被動性武器化為一種致命的自衛形式」。

## 感情生活
布萊德·彼特曾經由1994年至1997年跟葛妮絲·派特洛約會。
2000年7月29日与交往2年的詹妮弗·安妮斯顿结婚，至2005年1月6日因跟《史密斯任務》演出的安吉丽娜·朱莉傳出戀情而於分居，同年8月19日在洛杉磯高等法院完成離婚。
2008年，安吉丽娜·朱莉終於在雜誌專訪時改口坦承於《史密斯任務》電影拍攝期間已開始與布萊德·彼特相戀，引發話題。兩人熱戀7年，布萊德·彼特雖曾表示待全美同性婚姻合法化（2015年）之後才會談及求婚，但終在2012年即訂婚，並在2014年8月23日在法國結婚，兩人共育有6位子女（3領養、3親生）；至2016年9月女方申請離婚，之後進展緩慢，2019年4月離婚完成。

## 獎項
- 1996年《未來總動員》
  - 金球獎男配角
  - 全美驚慄電影
  - 百視達娛樂大獎最佳男配角
  - 奧斯卡金像獎最佳男配角提名 （得主為凱文·史貝西）
- 1998年《西藏七年》
  - 荷蘭電影大獎最佳男主角
- 2007年 《叛逆暗殺》
  - 第64届威尼斯电影节最佳男主角[16]
- 2009年《奇幻逆緣》
  - 英國電影學院獎最佳男主角提名
  - 金球獎最佳男主角提名
  - 第81屆奧斯卡金像獎最佳男主角提名 （得主為西恩·潘）
- 2011年《点球成金》
  - 金球獎最佳男主角提名
  - 第84屆奧斯卡金像獎最佳男主角提名 （得主為尚·杜賈爾登）
- 2019年《從前，有個好萊塢》
  - 第77屆金球奖 最佳男配角
  - 第92屆奧斯卡金像獎 最佳男配角
  - 第73屆英國電影學院獎 最佳男配角
  - 第26屆美國演員工會獎 最佳男配角
  - 第25屆評論家選擇電影獎 最佳男配角
  - 第55屆國家影評人協會 最佳男配角
  - 第91屆國家評論協會獎 最佳男配角
  - 第62屆澳大利亞影視藝術學院獎 最佳男配角
  - 第24屆衛星獎 最佳男配角 提名（得主威廉·達佛）